# Astragalus glaux
Astragalus glaux är en ärtväxtart som beskrevs av Carl von Linné. Astragalus glaux ingår i släktet vedlar, och familjen ärtväxter. Inga underarter finns listade i Catalogue of Life.

## Bildgalleri

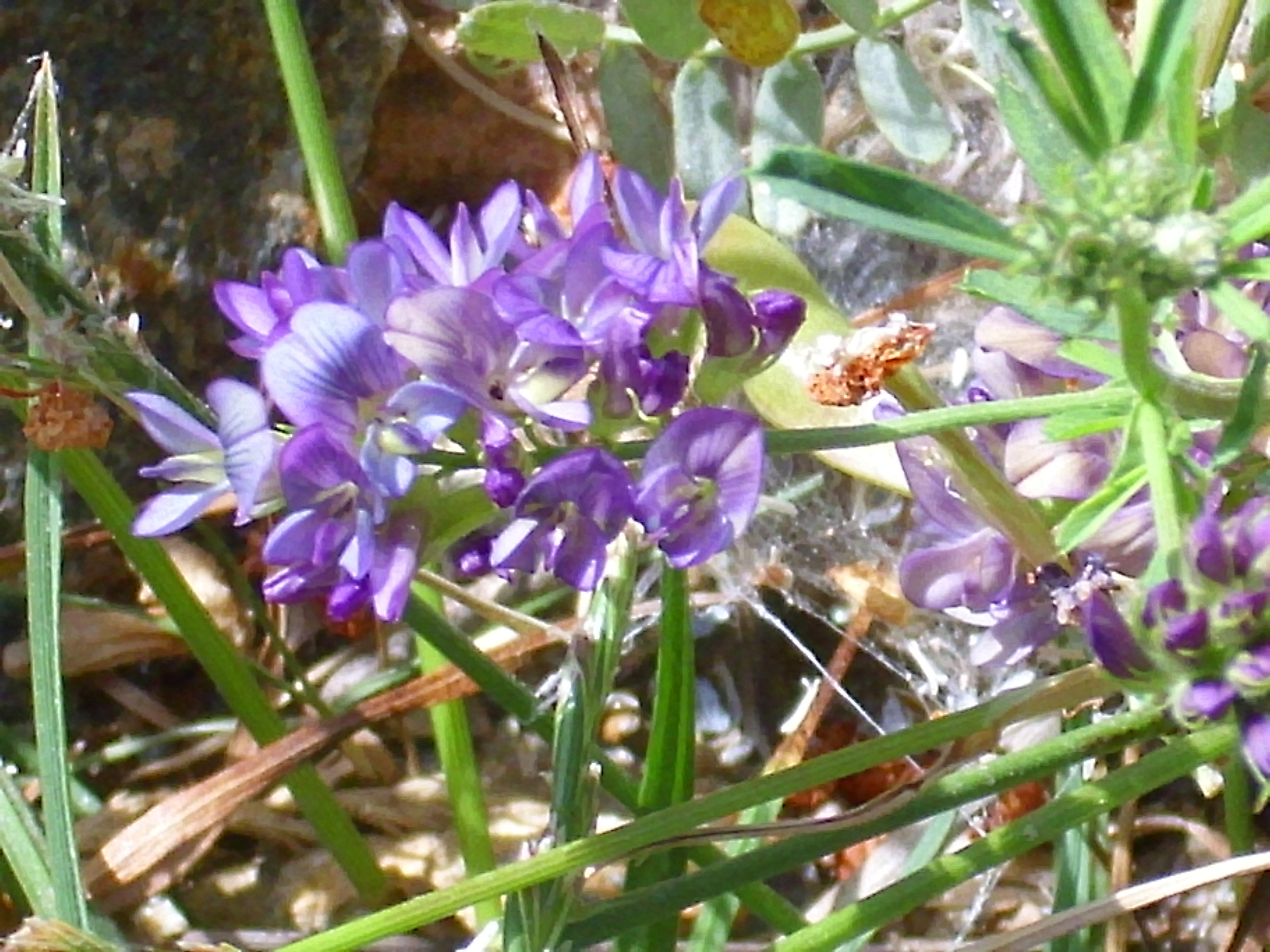